# 백운고등학교
백운고등학교(白雲高等學校)는 대한민국 경기도 의왕시 내손동에 위치한 공립 고등학교이다.

## 학교 연혁
- 1997년 1월 14일 : 백운고등학교 설립 인가
- 1998년 3월 1일 : 개교 및 초대 유남득 교장 취임
- 2001년 2월 9일 : 제1회 졸업식(580명)
- 2002년 4월 11일 : 신관 지하 1층, 2층 증축
- 2004년 10월 25일 : 신관 3층 백운큰마당 (대강당) 증축
- 2007년 11월 16일 : 잔디운동장 준공
- 2009년 8월 3일 : 수학·과학 교과교실제 운영학교 지정
- 2010년 3월 1일 : 교육부 과학중점학교 지정 (~2020년까지 연장)
- 2013년 3월 18일 : 기숙사 '백운학사' 개사
- 2014년 12월 31일 : 경기도교육청 지정 기초학력보장 모델학교 지정
- 2015년 3월 2일 : 경기도교육청 교육과정클러스터 운영교 지정
- 2022년 9월 1일 : 제10대 민석기 교장 취임
- 2023년 12월 14일 : 제24회 졸업식(11학급 253명) 총 9,467명 졸업
- 2024년 3월 4일 : 제27회 입학식(11학급 271명)

## 참고 자료
- 백운고등학교 - 한국교육학술정보원 학교알리미